# 2196 Еллікотт
2196 Еллікотт (2196 Ellicott) — астероїд головного поясу, відкритий 29 січня 1965 року.
Тіссеранів параметр щодо Юпітера — 3,110.